# Яровой, Артемий Сергеевич
Арте́мий Серге́евич Ярово́й (20 октября [2 ноября] 1908 года, Петровичи, Приморская область, Российская империя — 21 августа 1994 года, Москва, Россия) — участник Советско-японской войны, командир стрелкового батальона 214-го стрелкового полка 12-й стрелковой дивизии 2-й армии 2-го Дальневосточного фронта, Герой Советского Союза.

## Биография

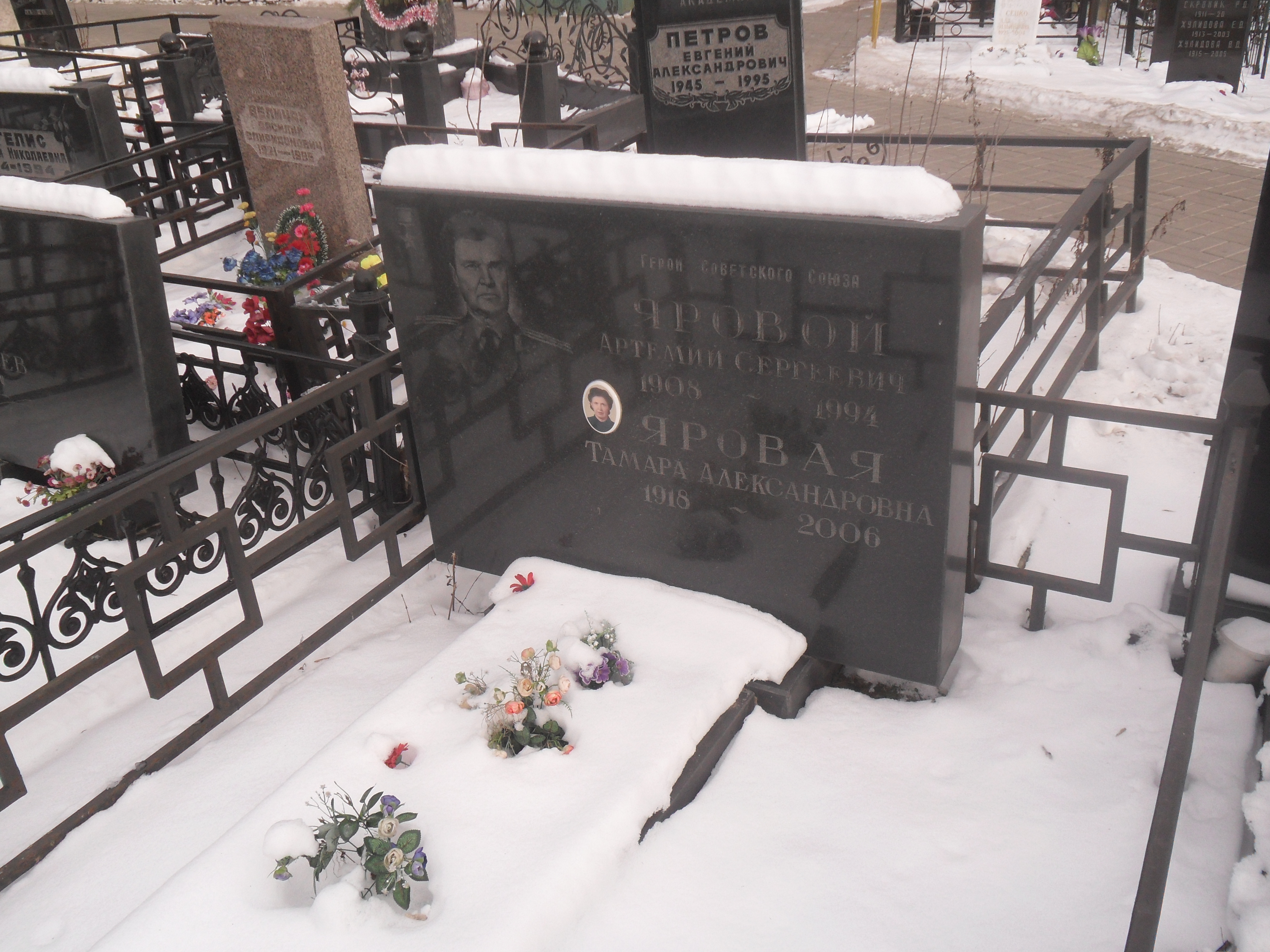
Могила Ярового на Преображенском кладбище Москвы.

Родился 20 октября (2 ноября) 1908 года в селе Петровичи Приморской области, ныне посёлок Хорольского района Приморского края, в крестьянской семье. Русский. Окончил 5 классов. Работал на строительстве Приханкайской железнодорожной линии, шахтёром на Артёмовском руднике, милиционером во Владивостоке.
В Красной Армии с 1930 года. Служил в пограничных войсках. Член ВКП(б)/КПСС с 1932 года. В 1934 году окончил Саратовскую пограничную школу НКВД, а в 1942 году — курсы «Выстрел». Участник Советско-японской войны 1945 года.
Батальон 214-го стрелкового полка (12-я стрелковая дивизия, 2-я армия, 2-й Дальневосточный фронт) под командованием капитана Артемия Ярового 9 августа 1945 года форсировал реку Амур, освободил китайские города Цике и Сюнхэ.
В бою за Мананьтуньский узел сопротивления комбат Яровой А. С. лично возглавлял атаки. Будучи ранен, мужественный офицер остался в строю до полного выполнения боевой задачи.
Указом Президиума Верховного Совета СССР от 8 сентября 1945 года за образцовое выполнение боевых заданий командования на фронте борьбы с японскими милитаристами и проявленные при этом мужество и героизм капитану Яровому Артемию Сергеевичу присвоено звание Героя Советского Союза с вручением ордена Ленина и медали «Золотая Звезда» (№ 8957).
После войны А. С. Яровой продолжал службу в армии. С 1957 года полковник А. С. Яровой — в запасе.
Жил в Москве. В 1959—1979 годах работал в системе гражданской обороны. Умер 21 августа 1994 года. Похоронен на Преображенском кладбище в Москве.

## Награды
Награждён орденом Ленина, орденами Красного Знамени, Отечественной войны 1-й степени, Красной Звезды, медалями.